# Helena Čermáková (politička)
Helena Čermáková (* 15. května 1926) byla česká a československá politička Československé strany socialistické a poslankyně Sněmovny národů Federálního shromáždění za normalizace.

## Biografie
K roku 1971 se profesně uvádí jako politická pracovnice. K roku 1976 coby členka Ústředního výboru Československé strany socialistické.
Ve volbách roku 1971 zasedla do české části Sněmovny národů (volební obvod č. 5 – Praha 5, hlavní město Praha). Mandát obhájila ve volbách roku 1976 (obvod Praha 5) a volbách roku 1981 (obvod Praha 4 a Praha 5). Ve FS setrvala do konce funkčního období, tedy do voleb roku 1986.